# Club de 7 a 9
El Club de 7 a 9 és un club català de tennis de taula de la ciutat de Barcelona, fundat l'any 1931. És considerat com el club degà del tennis taula a Catalunya.
Juntament amb el Peña Drive, El Nus i Ex-alumnes dels Maristes, fou un dels primers clubs dominadors del tennis de taula català durant la dècada del 1930. Històricament, disposa del palmarès mes ampli del tennis de taula català. Ha guanyat el Campionat de Catalunya en tretze ocasions, cinc de forma consecutiva entre 1983 i 1987, en categoria masculina i cinc en categoria femenina. A nivell estatal, ha aconseguit disset Lligues espanyoles masculines, sis de forma consecutiva entre 1973 i 1978, i dotze femenines, quinze Campionats d'Espanya en categoria masculina i vuit en categoria femenina. El seu darrer títol important l'aconseguí la temporada 1989-90. Entre d'altres palistes destacats, destaquen Jordi Palés, Josep Maria Palés, Albert Dueso, Miquel Aguerri, Martí Olivar, Lluís Calvo, Ismael Caymel, Salvador Moles, Orlando Saña, Anna Maria Navarro, Montserrat Sanahuja o Anna Maria Godes. Disposà de seccions de bàsquet, futbol, excursionisme, escacs, bridge, ball i bowling.

## Palmarès
- 13 Campionats de Catalunya de tennis de taula per equips en categoria masculina (1935, 1936, 1941-42, 1944-45, 1946-47, 1947-48, 1953-44, 1955-56, 1982-83, 1983-84, 1984-85, 1985-86, 1986-87)
- 5 Campionats de Catalunya de tennis de taula per equips en categoria femenina (1935, 1984-85, 1985-86, 1987-88, 1988-89)
- 17 Lligues espanyoles de tennis de taula masculina (1963, 1964, 1965, 1966, 1967, 1969, 1973, 1974, 1975, 1976, 1977, 1978, 1980, 1982, 1983, 1984, 1985)
- 12 Lligues espanyoles de tennis de taula femenina (1974, 1975, 1977, 1978, 1979, 1983, 1984, 1985, 1986, 1988, 1989, 1990)
- 15 Campionats d'Espanya de tennis de taula per equips en categoria masculina (1944, 1949, 1953, 1955, 1963, 1964, 1974, 1975, 1976, 1978, 1979, 1982, 1983, 1984, 1985)
- 8 Campionats d'Espanya de tennis de taula per equips en categoria femenina (1962, 1974, 1979, 1982, 1985, 1986, 1988, 1989)